# Monte Worsley
El monte Worsley (en inglés: Mount Worsley) es una elevación de 1105 m s. n. m. de altura, ubicada en la parte oeste del glaciar Briggs en Georgia del Sur, en el océano Atlántico Sur, cuya soberanía está en disputa entre el Reino Unido el cual las administra como «Territorio Británico de Ultramar de las islas Georgias del Sur y Sandwich del Sur», y la República Argentina que las integra al Departamento Islas del Atlántico Sur, dentro de la Provincia de Tierra del Fuego, Antártida e Islas del Atlántico Sur. 
Fue examinado por la South Georgia Survey en el período 1951-1957, y nombrado por el Comité Antártico de Lugares Geográficos del Reino Unido (UK-APC) por Frank Arthur Worsley (1872-1943), capitán del Bergantín Endurance entre 1914 y 1916 en la Expedición Imperial Transantártica. Worsley también acompañó a Ernest Shackleton en el viaje de la Antártida a la isla San Pedro.